# 弗拉基米尔·库兹涅佐夫
弗拉基米尔·库兹涅佐夫（1984年4月21日—）是一名哈萨克斯坦举重运动员，身高1.70米。2010年参加广州亚运会，以369千克的成绩获85公斤级比赛第五名。